# There Goes My Baby (Enrique Iglesias)
There Goes My Baby è un singolo del cantante spagnolo Enrique Iglesias, pubblicato il 31 maggio 2014 come settimo estratto dal decimo album in studio Sex and Love.
Il singolo ha visto la collaborazione del rapper statunitense Flo Rida.

## Tracce
- Download digitale

1. There Goes My Baby – 3:17